# Боярська міська рада
Бо́ярська міська́ ра́да — орган місцевого самоврядування Боярської громади. Адміністративний центр — місто Боярка.

## Загальні відомості
- Територія ради: 13 км²
- Населення ради: 35 586 осіб (станом на 2015 рік)
- Територією ради протікає Притварка

## Населені пункти
Міській раді підпорядковані населені пункти:
- м. Боярка

## Склад ради
Рада складається з 34 депутатів та голови.
- Голова ради: Зарубін Олександр Олександрович
- Секретар ради: Перфілов Олексій Львович

### Керівний склад попередніх скликань
| Прізвище, ім'я, по батькові     | Основні відомості                                                       | Дата обрання | Дата звільнення |
| ------------------------------- | ----------------------------------------------------------------------- | ------------ | --------------- |
| Добрівський Тарас Григорович    | Міський голова, 1974 року народження, освіта вища, безпартійний         | 26.03.2006   | 31.10.2010      |
| Добрівський Тарас Григорович    | Міський голова, 1974 року народження, освіта вища, член Партії регіонів | 31.10.2010   | 25.10.2015      |
| Зарубін Олександр Олександрович | Міський голова, 1983 року народження, освіта вища, безпартійний         | 25.10.2015   |                 |

Примітка: таблиця складена за даними сайту Верховної Ради України та ЦВК

### Депутати VI скликання
За результатами місцевих виборів 2010 року депутатами ради стали:

#### За суб'єктами висування
| Суб'єкт висування                                                                    | Кількість обраних депутатів | %    |
| ------------------------------------------------------------------------------------ | --------------------------- | ---- |
| Партія регіонів                                                                      | 17                          | 38,6 |
| Політична партія «Фронт Змін»                                                        | 7                           | 15,9 |
| Політична партія «УДАР (Український Демократичний Альянс за Реформи) Віталія Кличка» | 5                           | 11,4 |
| Партія Пенсіонерів України                                                           | 3                           | 6,8  |
| Політична партія Всеукраїнське об'єднання «Свобода»                                  | 3                           | 6,8  |
| Політична партія «Сильна Україна»                                                    | 3                           | 6,8  |
| Українська Народна Партія                                                            | 2                           | 4,5  |
| Партія захисників Вітчизни                                                           | 1                           | 2,3  |
| Партія «Реформи і порядок»                                                           | 1                           | 2,3  |
| Політична партія "Всеукраїнська партія «Дітей війни»                                 | 1                           | 2,3  |
| Соціалістична партія України                                                         | 1                           | 2,3  |

#### За округами
| № округу                                                                             | Прізвище, ім'я, по батькові       | Дата визнання обраним | Освіта           | Партійна приналежність                                                                     | Відомості про обраного депутата                                               |
| ------------------------------------------------------------------------------------ | --------------------------------- | --------------------- | ---------------- | ------------------------------------------------------------------------------------------ | ----------------------------------------------------------------------------- |
| Партія захисників Вітчизни                                                           |                                   |                       |                  |                                                                                            |                                                                               |
| б/м                                                                                  | Скринник Олексій Григорович       | 04.11.2010            | вища             | позапартійний                                                                              | СПД Скринник О. Г., директор                                                  |
| Партія Пенсіонерів України                                                           |                                   |                       |                  |                                                                                            |                                                                               |
| б/м                                                                                  | Божок Валентина Олександрівна     | 04.11.2010            | середня          | член Партії пенсіонерів України                                                            | Боярка-ОСН, УПЗ № 11, заступник начальника відділення                         |
| б/м                                                                                  | Кокурін Михайло Іванович          | 04.11.2010            | середня          | член Партії пенсіонерів України                                                            | ТОВ «Стил хайтек», менеджер                                                   |
| 4                                                                                    | Єдаков Юрій Іванович              | 04.11.2010            | вища             | член Партії пенсіонерів України                                                            | пенсіонер                                                                     |
| Партія регіонів                                                                      |                                   |                       |                  |                                                                                            |                                                                               |
| б/м                                                                                  | Паливода Дмитро Ігорович          | 04.11.2010            | вища             | член Партії регіонів                                                                       | ВРТП «Укргазенерго-сервіс», охоронець                                         |
| б/м                                                                                  | Блик Зінаїда Олександрівна        | 04.11.2010            | вища             | член Партії регіонів                                                                       | Києво-Святошинський терцентр ООГІ, директор                                   |
| б/м                                                                                  | Мірзаєв Дмитро Анатолійович       | 04.11.2010            | вища             | член Партії регіонів                                                                       | фізична особа-підприємець                                                     |
| б/м                                                                                  | Яструбець Іван Михайлович         | 04.11.2010            | вища             | член Партії регіонів                                                                       | ТОВ «Амаркорд Алекс», генеральний директор                                    |
| б/м                                                                                  | Донець Віктор Петрович            | 04.11.2010            | вища             | член Партії регіонів                                                                       | фізична особа-підприємець                                                     |
| б/м                                                                                  | Чмут Євген Володимирович          | 04.11.2010            | вища             | член Партії регіонів                                                                       | ВРТП «Укргазенерго-сервіс», інженер                                           |
| 1                                                                                    | Лемза Богдан Вікторович           | 04.11.2010            | вища             | член Партії регіонів                                                                       | ПАТ СК «Універсальна», начальник відділу                                      |
| 3                                                                                    | Боднюк Олександр Володимирович    | 04.11.2010            | вища             | член Партії регіонів                                                                       | ТОВ КВФ «Фенікс 2», директор                                                  |
| 6                                                                                    | Рябіч Олександр Миколайович       | 04.11.2010            | середня          | член Партії регіонів                                                                       | ФОП Рябіч О. М.                                                               |
| 9                                                                                    | Коваленко Валентина Станіславівна | 04.11.2010            | вища             | член Партії регіонів                                                                       | ТОВ «Арксі-побут», директор                                                   |
| 12                                                                                   | Ялий Григорій Іванович            | 04.11.2010            | вища             | член Партії регіонів                                                                       | Боярська ЛВУ МГ, директор                                                     |
| 13                                                                                   | Мірзаєв Анатолій Наріманович      | 04.11.2010            | вища             | член Партії регіонів                                                                       | ТОВ «Успіх», директор                                                         |
| 15                                                                                   | Арчаков Андрій Миколайович        | 04.11.2010            | вища             | член Партії регіонів                                                                       | фізична особа-підприємець                                                     |
| 16                                                                                   | Пасько Сергій Петрович            | 04.11.2010            | вища             | член Партії регіонів                                                                       | тренер, макарівське районне ДЮСШ                                              |
| 18                                                                                   | Кривенко Валентина Володимирівна  | 04.11.2010            | вища             | член Партії регіонів                                                                       | Боярська загальноосвітня школа № 5, директор                                  |
| 19                                                                                   | Неупокой Сергій Григорович        | 04.11.2010            | вища             | член Партії регіонів                                                                       | ВРТП «Укргазенерго-сервіс», начальник управління                              |
| 20                                                                                   | Крушинська Людмила Андріївна      | 04.11.2010            | вища             | член Партії регіонів                                                                       | К-Святошинський ТЦООГІ, соцпрацівник                                          |
| Партія «Реформи і порядок»                                                           |                                   |                       |                  |                                                                                            |                                                                               |
| 17                                                                                   | Очкур Віктор Іванович             | 04.11.2010            | вища             | позапартійний                                                                              | Заступник генерального директора, будівельна компанія «Міськбудінвест»        |
| Політична партія "Всеукраїнська партія «Дітей війни»                                 |                                   |                       |                  |                                                                                            |                                                                               |
| б/м                                                                                  | Колесніков Юрій Анатолійович      | 04.11.2010            | вища             | член Політичної партії "Всеукраїнська партія «Дітей війни»                                 | пенсіонер                                                                     |
| Політична партія Всеукраїнське об'єднання «Свобода»                                  |                                   |                       |                  |                                                                                            |                                                                               |
| б/м                                                                                  | Коваленко Сергій Станіславович    | 04.11.2010            | вища             | член Всеукраїнського об'єднання «Свобода»                                                  | Спеціальне видавництво історичної літератури, директор видавництва            |
| б/м                                                                                  | Поліщук Олександр Петрович        | 04.11.2010            | вища             | член Всеукраїнського об'єднання «Свобода»                                                  | Центр «Укрцентркадриліс», завідувач кафедрою                                  |
| б/м                                                                                  | Іванченко Василь Віталійович      | 04.11.2010            | вища             | член Всеукраїнського об'єднання «Свобода»                                                  | Центр «Укрцентркадриліс», викладач                                            |
| Політична партія «Сильна Україна»                                                    |                                   |                       |                  |                                                                                            |                                                                               |
| б/м                                                                                  | Видря Олександр Володимирович     | 04.11.2010            | вища             | член Політичної партії «Сильна Україна»                                                    | ЗАТ «Вентс», заступник директора                                              |
| б/м                                                                                  | Яременко Людмила Миколаївна       | 04.11.2010            | вища             | член Політичної партії «Сильна Україна»                                                    | ПП Яременко, директор                                                         |
| 2                                                                                    | Пацьора Костянтин Григорович      | 04.11.2010            | середня          | член Політичної партії «Сильна Україна»                                                    | ТОВ «Лікон», директор                                                         |
| Політична партія «УДАР (Український Демократичний Альянс за Реформи) Віталія Кличка» |                                   |                       |                  |                                                                                            |                                                                               |
| б/м                                                                                  | Тетянюк Сергій Михайлович         | 04.11.2010            | вища             | член Політичної партії «УДАР (Український Демократичний Альянс за Реформи) Віталія Кличка» | ДЮСШ, тренер-викладач з важкої атлетики та пауерліфтінгу                      |
| б/м                                                                                  | Казаков Юлій Юрійович             | 04.11.2010            | незакінчена вища | член Політичної партії «УДАР (Український Демократичний Альянс за Реформи) Віталія Кличка» | ТОВ «Вега-Х», директор                                                        |
| б/м                                                                                  | Сафонов Володимир Михайлович      | 04.11.2010            | вища             | член Політичної партії «УДАР (Український Демократичний Альянс за Реформи) Віталія Кличка» | тимчасово не працює                                                           |
| б/м                                                                                  | Демидов Олексій Вікторович        | 04.11.2010            | вища             | член Політичної партії «УДАР (Український Демократичний Альянс за Реформи) Віталія Кличка» | ТОВ «Леді-ААА», директор                                                      |
| 10                                                                                   | Кириченко Андрій Анатолійович     | 04.11.2010            | вища             | член Політичної партії «УДАР (Український Демократичний Альянс за Реформи) Віталія Кличка» | тимчасово не працює                                                           |
| Політична партія «Фронт Змін»                                                        |                                   |                       |                  |                                                                                            |                                                                               |
| б/м                                                                                  | Харчук Ніна Феодосіївна           | 04.11.2010            | вища             | член Політичної партії «Фронт Змін»                                                        | Редакція журналу « Всесвіт», відповідальний секретар                          |
| б/м                                                                                  | Дарага Віра Іванівна              | 04.11.2010            | вища             | член Політичної партії «Фронт Змін»                                                        | Завідувачка Боярський дошкільний навчальний заклад «Спадкоємець», завідувачка |
| б/м                                                                                  | Українець Руслан Олександрович    | 04.11.2010            | вища             | член Політичної партії «Фронт Змін»                                                        | фізична особа-підприємець                                                     |
| 7                                                                                    | Матейко Анатолій Васильович       | 04.11.2010            | вища             | член Політичної партії «Фронт Змін»                                                        | Торговий Дім «Боярка-центр», директор                                         |
| 14                                                                                   | Яник Ярослав Миколайович          | 04.11.2010            | вища             | член Політичної партії «Фронт Змін»                                                        | менеджер, тОВ ВКП"ЕСКО"                                                       |
| 21                                                                                   | Михальов Євген Валентинович       | 04.11.2010            | вища             | член Політичної партії «Фронт Змін»                                                        | фізична особа-підприємець                                                     |
| 22                                                                                   | Ворошилова Леся Володимирівна     | 04.11.2010            | вища             | член Політичної партії «Фронт Змін»                                                        | Києво-Святошинська районна рада, помічник-консультант                         |
| Соціалістична партія України                                                         |                                   |                       |                  |                                                                                            |                                                                               |
| 8                                                                                    | Борецький Олександр Петрович      | 04.11.2010            | вища             | член Соціалістичної партії України                                                         | ПП «ВКФ Дунайгеопроект», технік-землевпорядник                                |
| Українська Народна Партія                                                            |                                   |                       |                  |                                                                                            |                                                                               |
| 5                                                                                    | Гурнак Людмила Дмитрівна          | 04.11.2010            | вища             | позапартійна                                                                               | Боярська загальноосвітня школа № 2, заступник директора                       |
| 11                                                                                   | Михайлова Стелла Євгенівна        | 14.11.2010            | вища             | член Української Народної Партії                                                           | Боярська загальноосвітня школа № 3, директор                                  |

## Старости
Станом на 2020 рік:
| Населений пункт | Староста            |
| --------------- | ------------------- |
| Боярка          | Нема                |
| Тарасівка       | Бесарабець Вікторія |
| Забір'я         | Бондаренко Олеся    |
| Малютянка       | Якимчук Тетяна      |
| Княжичі         | Третяков Олексій    |
| Жорнівка        | Гришутіна Олена     |
| Новосілки       | Савчин Вікторія     |
| Нове            | Бесарабець Вікторія |
| Іванків         | Якимчук Тетяна      |
| Перевіз         | Пазюра Любов        |
| Дзвінкове       | Пазюра Любов        |